# 呂運亨
呂 運亨（日本語読み：りょ・うんこうまたはろ・うんきょう、朝鮮語読み：ヨ・ウニョン、1886年5月26日 - 1947年7月19日）は、朝鮮独立運動家、政治家である。本貫は咸陽呂氏。
太平洋戦争終結後の1945年8月、朝鮮建国準備委員会を立ち上げ、9月には朝鮮人民共和国を建国した。1947年、ソウルからの移動中、白衣社の李弼炯ら5人によって狙撃され、殺害された。死後、2005年、韓国政府は建国勲章大統領章を、2008年には建国勲章大韓民国章を追叙した。実弟に独立運動家、政治家の呂運弘がいる。哲学者の朴賛機の母方の叔父である。字は會叔、号は「夢陽」（モンヤン、몽양）。

## 来歴
京畿道楊州に生まれた。彼の家族は、両班出身だったが、少論派だったので、権力の主流では押されていたという。祖父呂圭信は、朝鮮が常に中国から侮辱されたと考え、中国を征伐しなければならないという考えを持っていた。彼はこれを朝廷に提案し、同志を糾合して結社も作っていたが、発覚して首魁は死刑を、呂圭信は流刑になる。戻っても呂圭信は兵法と築城法を研究するなど未練を持ったが徐々に孤立していった。それにもかかわらず、呂圭信は呂運亨に歴史の話をしてくれて、なぜ中国を征伐すべきなのか、それなりの主張を広げた。呂運亨は祖父の影響を強く受け、幼い頃の思想的背景を形成してくれた方で尊敬し、「慷慨之士」と評した。以後弟の呂運弘が米国に行って後日を図るとき、呂運亨は中国行きを選ぶが、これも祖父の影響である。
1914年、中国へ亡命、南京の金陵大学英文科で学ぶ。
1918年、上海で新韓青年党を組織。1919年、上海で設立された大韓民国臨時政府に参加。同志の金奎植をパリ講和会議に派遣。これが三・一運動を起こした。日本の法律上は犯罪者であったが、原敬内閣の招請で訪日して赤坂離宮にも来館し、これは貴族院で取り上げられて問題となった。東京で吉野作造ら知識人と懇談して朝鮮独立を主張し、吉野が『中央公論』誌で「稀にみる尊敬すべき人格」と絶賛したため、評判となった。
1920年、上海の高麗共産党に入党。1922年、モスクワで開催された極東諸民族大会に出席。1930年、上海で逮捕され、朝鮮で3年服役。出獄後は言論活動を中心に活動。1933年、朝鮮中央日報社の社長に就任した。
第二次世界大戦中は朝鮮人に向けて、半島学生出陣報、京城日報などを通じて「日本軍に志願するべきである」とした文章を投稿し、日本の戦争政策に協力したという話もある。それは、「大東亜はわが日本を中心に建設されている。一大の決戦は、東亜10億の生存権を獲得するための戦いだ。血が乱舞する中、半島はいったい何をしていたのか」と発言したこともあったというものである。呂は韓国の親日人名辞典に掲載されていないものの、韓国の保守新聞、中央日報は前述の事実から「呂が親日であるのは明らか」と主張している。しかし、親日反民族行為真相糾明委員会では呂運亨の親日資料はただ一つで、1943年から1945年まで独立運動を行った事実により、親日論難を否定した。
大戦末期からは日本の敗戦を見越して、独立運動を活発化させた。サイパン島陥落から1ヶ月後の1944年8月10日には、建国同盟を秘かに結成した。
1945年8月15日の日本敗戦の報を受け、朝鮮総督府政務総監の遠藤柳作が呂と接触し、解放後の治安維持のため行政権の委譲を持ちかけたため、政治犯の釈放と独立運動への不干渉などを条件に受諾した。また、同日中に安在鴻などとともに朝鮮建国準備委員会を結成した。呂は、日本との提携及び金俊淵（東京帝国大学卒）、白南雲（東京商科大学卒）、宋鎮禹・曺晩植・許憲・金炳魯・李仁（以上明治大学出身）、金性洙・安在鴻・尹致暎・申翼煕・張徳秀・崔斗善・張建相（以上早稲田大学出身）など、日本留学を経験している知日派の力が、独立後の体制作りに必要不可欠と考えていたが、未だ勢力をまとめ上げられずにいた。
8月15日を迎えて、朝鮮総督府と第17方面軍は茫然自失に陥り、突然の「解放」（光復）というニュースのみがもたらされた。呂運亨が委員長となった建国準備委員会は、この事態に最も早く対応した集団だったが、釈放された政治犯たちの合流により左傾化したため、右派はこれに反発した。
1945年9月6日、建国準備委員会は「朝鮮人民共和国」の樹立を宣言した。この頃には朝鮮共産党も朴憲永をリーダーとして既に再建されており、政権に加わっていた。しかし米ソによる北緯38度線での分割占領を決めていた連合軍側は、これを日本の傀儡による建国とみなして認めず、樹立宣言の翌日9月7日にはアメリカ軍が仁川に上陸。9月11日にアメリカによる軍政を開始し、朝鮮人民共和国及び建国準備委員会を否認。独立は失敗に終わった。
さらに建国準備委員会に反対する全羅地方の資本家・湖南財閥を中心に右派により韓国民主党（韓民党）が組織され、呂が期待していた宋鎮禹や金性洙らがそのリーダーになった。韓民党は国内の独立運動家たちによる組織を拒否して、重慶に亡命していた大韓民国臨時政府の支持を打ち出した。
呂は、その後も中道左派の代表的な指導者として左右合作による統一戦線の維持に腐心。11月12日には諸派をまとめあげて朝鮮人民党を結成した。1946年には朝鮮の信託統治を巡って国内が紛糾するなか、反信託統治をとりつつも極右、極左からは距離を置き、南朝鮮独立を主張する李承晩らを排除した後の軍政からも期待された。しかし左右両派の主張の折衷案を提示したものの朝鮮共産党や韓国民主党の支持を得られず活動は停滞した。9月から10月にかけ、軍政に反対する集会やデモ、ストライキが相次ぎ、これに対する軍政の弾圧に対して結成された南朝鮮労働党で呂は委員長を務めるも、副委員長の朴憲永から呂の左右合作路線が批判され、南朝鮮労働党を離れる。
軍政は過渡立法院を立てて左派の排除と南朝鮮の単独独立を容認するようになると、呂は社会労働党に続き、1947年5月勤労人民党を建て南朝鮮労働党との協調を図ろうとしたが、7月19日、米軍政の民政官E・A・ジョンソンとの面談の途上、韓智根によって暗殺された。韓は右翼テロ組織である白衣社の青年であり、李承晩派による暗殺であったとする説が有力である。

## 人物
交際の広い人物でもあり、例えば日本の神道思想家葦津珍彦とも交流があった。終戦間際に、呂運亨は葦津を朝鮮ホテルの一室に呼び、「日本敗戦後の対日弾圧は、徹底して厳しく、日本の諸君の想像以上の存亡の危機に立つ。朝鮮は形は独立するが、建国の人材に乏しく極東の弱小国にすぎない。この極東の状況は明白だし、この時こそ日韓両相扶け相和すべきの天機。私はその為に全力を尽くす」と主張した上で、彼に「萬里相助」としたためた書を贈っている。
成均館大学校教授の徐仲錫は、呂運亨は南北朝鮮の双方において高い評価を受けている（知日派・親日派とされる人士のなかでは）数少ない政治家であり、朝鮮独立のために働いた他の人々は、続く南北分断と反共、共産独裁主義の政治に依り、貶められている。一方、彼の中途的な政治路線にオポチュニスト（機会主義的、場当たり的）と責める人々が頻繁にある。呂が朝鮮戦争前に暗殺されたこと、また朝鮮総督府・アメリカ・ソ連などいずれの勢力に対しても従属路線も全面対立路線も採らず、常に適度に距離を置こうとしていた点は、結果的に南北両国民の間に、彼を朝鮮の自由のために働いた稀有な政治家という良い印象のみを残したことになるだろう、と評している。
青壮年期から独立運動に関わっていた活動家ではあったものの、李承晩ほど極端な反日主義者ではなく、より現実的・建設的な日朝（日韓）提携を模索していた。気骨ある政治家で日朝双方で人気があり、将来を嘱望されていたが、連合軍軍政期に暗殺された。
北朝鮮で最高人民会議副議長などを務めた呂鴛九は三女。